# Song Maojin
Song Maojin (xinès simplificat: 宋懋晋; xinès tradicional:宋懋晉; pinyin: Sòng Màojìn), conegut també com a Mingzhi, fou un pintor xinès que va viure sota la dinastia Ming. No es coneixen les dates exactes del seu naixement i de la seva mort no es coneixen. Era originari de Songjiang, on actualment és Xangai. Fou un notable paisatgista. Va ser un seguidor de Song Xu i vinculat a la cèlebre “Escola de Pintura de Songjiang (font: Li-tsui Flora Fu).